# Preadator Drones
Là vũ khí không người lái của Không quân Mỹ. Họ gọi nó là (Ummanned combat aerial vehicle) gọi tắt là UCAV. Nó được dùng trong vai trò theo dõi và trinh sát. Không quân mỹ sử dụng nó trong những chiến dịch ở Taliban: Iraq, Afghanistan và cuối cùng là Pakistan.
MQ-1 Preadator: Dã thú
Bay ở tầm trung, hoạt động lâu dài. Muốn điều khiển được nó cần: Trung tâm điều khiển mặt đất, Vệ tinh truyền tải dữ liệu, và đội bảo dưỡng 24/24 giờ.
Nó được trang bị máy ngắm đa quang phổ. Vũ khí là tên lửa AGM-114 Hellfire được không quân mỹ gọi là: Lửa địa ngục. Với tầm bắn từ 500m tới 8.000m.
Nó sử dụng động cơ bốn Cylinder Rotax 914F 115 mã lực. Với đường bay được 130 km/h tầm hoạt động được 730 km, tầm trung khoảng 7.600m. Trạm sẽ được đặt trên máy bay vận tải C-130 Hercules. 
MQ-9 Reaper: Thần chết
Được gọi là MQ-9 Preadator B. Sải cánh được 20m, chiều dài thân được 10,9m, trọng lượng rỗng khoảng 2.200 kg, trọng lượng cất cánh 4.700 kg.
Được trang bị radar General Atomics AN/APY – 8 Lynx, AN/APY – 8. radar chỉ báo mục tiêu di chuyển dưới đất (Ground moving target indicator – GMTI), radar ống kính đồng bộ (synthetic aperture radar – SAR) hoạt động trong mọi điều kiện thời tiết, độ phân giải cao. 
Radar Lynx vận hành ở tấm băng tần Ku. Khi sử dụng đèn chiếu phạm vi hoạt động: 29 km. AGM – 114 Hellfire (lửa địa ngục) hoặc bốn tên lửa AGM – 114 và hai bom dẫn đường bằng laser GBU – 12 (230 kg). Ngoài ra, chúng có thể mang cả tên lửa không đối không AIM – 92. Sử dụng động cơ tua bin (Turbines) cánh quạt TP331 – 10 (950 mã lực). Và là niềm tự hào của không quân mỹ.